# Telepharmazie
Unter Telepharmazie versteht man die Kommunikation des pharmazeutischen Personals von öffentlichen Apotheken und Krankenhausapotheken im Rahmen einer pharmazeutischen Tätigkeit, bei der sich das Apothekenpersonal sowie die Leistungsempfänger (Patienten und Kunden) nicht am gleichen Ort aufhalten. Sie erfolgt unter Zuhilfenahme von digitalen Telekommunikationsmethoden (z. B. Videoverbindung, Telefonie, andere synchrone und asynchrone digitale Kommunikationsanwendungen). Telepharmazeutische Angebote könnte prinzipiell auch aus dem Home Office erfolgen, so lange die rechtlichen Pflichten in Bezug auf Berufsausübung, Datenschutz und Verschwiegenheit eingehalten werden.
Dabei kann das pharmazeutische Personal Beratungen zu verschreibungspflichtigen Arzneimitteln, OTC-Arzneimitteln, Hilfsmitteln, Kosmetika, pharmazeutischen Dienstleistungen und anderen apothekenüblichen Waren unter Einhaltung der gesetzlichen Vorgaben durchführen und berechnen.
Während der COVID-19-Pandemie („Corona“) ermöglichte es die Telepharmazie, Menschen ohne direkten Kontakt zu beraten. In Deutschland haben erste Apotheken 2020 die telepharmazeutische Beratung aufgenommen. Verschiedene Anbieter haben Anwendungen (Apps) für diesen Zweck entwickelt.
In Frankreich ist im September 2019 der Rahmenvertrag zweier französischer Apothekerverbände (Fédération des syndicats pharmaceutiques de France (FSPF) und Union des Syndicats de Pharmaciens d'Officine (USPO)) mit der nationalen Union der Krankenversicherungen (Uncam) über die Einführung von Telekonsultationen in Apotheken um Details zur technischen Umsetzung ergänzt worden. Nach Umfrageergebnissen von „Direct Medica“ und „Les Échos Études“ zufolge gab zirka ein Viertel der französischen Apotheken an, bald in die Teleberatung einzusteigen zu wollen.
Die Telepharmazie wird nach Ansicht der Apothekerkammer Nordrhein eine immer größere Rolle in der Patientenversorgung spielen, insbesondere in Gebieten mit medizinischer Unterversorgung. Herausforderungen bestünden insbesondere in der technischen Implementierung und der Datensicherheit.